# Resolutie 615 Veiligheidsraad Verenigde Naties
Resolutie 615 van de Veiligheidsraad van de Verenigde Naties werd unaniem aangenomen op 17 juni 1988.

## Achtergrond
Na de Tweede Wereldoorlog werd in Zuid-Afrika het apartheidssysteem ingevoerd, waarbij blank en zwart volledig van elkaar gescheiden moesten leven maar die eersten wel bevoordeeld werden. Het ANC, waarvan ook Nelson Mandela lid was, was fel tegen dit systeem. Ook in de rest van de wereld werd het afgekeurd, wat onder meer tot sancties tegen Zuid-Afrika leidde. Tegenstanders van de apartheid werden op basis van de apartheidswetten streng gestraft.
Op 3 september 1984 leidde een betoging in Sharpeville tot rellen. Daarbij werd een raadslid van de stad brutaal vermoord. Zes mensen, die bekend gingen staan als de zes van Sharpeville, werden hiervoor opgepakt en ter dood veroordeeld door ophanging. Nog twee anderen kregen acht jaar cel.
De veroordelingen gebeurden op basis van de gemeenschappelijk doel-wet, volgens welke zich in de buurt van een misdaad bevinden voldoende was om ervoor te worden veroordeeld.
Onder enorme internationale druk werden de straffen van de zes nog geen dag voor de executie omgezet in celstraffen van 18 tot 25 jaar. Na acht jaar in de gevangenis, waarvan drie in de dodencel, kwamen ze uiteindelijk vrij.

## Inhoud
De Veiligheidsraad:
- Herinnert aan de resoluties 503, 525, 533, 547 en 610 over zijn bezorgdheid ten aanzien van de praktijk van het regime in Pretoria om tegenstanders ter dood te veroordelen en de negatieve gevolgen daarvan voor de zoektocht naar een vreedzame oplossing.
- Is erg bezorgd over de verslechtering van de situatie in Zuid-Afrika, het grootschaliger menselijk lijden door de apartheid, de hernieuwing van de noodtoestand, de beperking op achttien antiapartheids- en arbeidersorganisaties en achttien personen die vreedzaam streden en de opsluiting van kerkleiders die allen een mogelijke vreedzame oplossing ondermijnen.
- Heeft de doodstraffen van Mojalefa Reginald Sefatsa, Reid Malebo Mokoena, Oupa Moses Diniso, Theresa Ramashamola, Duma Joseph Khumalo en Francis Don Mokhesi, gekend als de Zes van Sharpeville, in beraad genomen.
- Bedenkt dat volgens het Hof geen van hen de dood van het raadslid veroorzaakte en dat ze enkel ter dood werden veroordeeld voor moord omdat ze een gemeenschappelijk doel hadden met de echte daders.
- Is erg bezorgd over de beslissing van het hooggerechtshof om het beroep te verwerpen.
- Is ook erg bezorgd over de beslissing om hen ondanks wereldwijde oproepen te executeren.
- Is ervan overtuigd dat de executies de ernstige situatie in Zuid-Afrika verder zullen verergeren.

1. Roept Zuid-Afrika nogmaals op de doodstraffen om te zetten.
2. Dringt er bij alle landen en organisaties op aan hun invloed aan te wenden om de levens van de Zes van Sharpeville te redden.

## Verwante resoluties
- Resolutie 606 Veiligheidsraad Verenigde Naties (1987)
- Resolutie 610 Veiligheidsraad Verenigde Naties
- Resolutie 623 Veiligheidsraad Verenigde Naties
- Resolutie 626 Veiligheidsraad Verenigde Naties

Lijst ·  607 ·  608 ·  609 ·  610 ·  611 ·  612 ·  613 ·  614 ·  615 ·  616 ·  617 ·  618 ·  619 ·  620 ·  621 ·  622 ·  623 ·  624 ·  625 ·  626